# T28 (Panzer)
Der Super Heavy Tank T28, zeitweise auch als 105 mm Gun Motor Carriage T95 (105-mm-Selbstfahrlafette) bezeichnet, ist ein überschwerer turmloser Panzer, der für die United States Army während des Zweiten Weltkriegs gebaut wurde, jedoch im Prototypstadium verblieb. Die beiden Prototypen des T28 waren die schwersten je in den Vereinigten Staaten gebauten Panzerfahrzeuge.

## Technik
Als turmlose Konstruktion besaß er ein relativ flaches Profil. Vollgerüstet hätte er ein Gewicht von 86,2 Tonnen erreicht. Die Panzerung erreichte teils eine Dicke von 300 Millimetern. Dies sollte Schutz vor der 8,8-cm-Kanone der deutschen schweren Panzer geben. Der Ford-Ottomotor GAF V-8 mit 410 PS ermöglichte eine Höchstgeschwindigkeit von lediglich 13 km/h. Derart untermotorisiert war eine Geländegängigkeit des Panzers nur eingeschränkt gegeben. Zudem gab es keine Pionierbrücken, die in der Lage gewesen wären, das Gewicht des T28 zu tragen; ein Kampfeinsatz war aus diesen Gründen kaum möglich.
Auf Grund seines hohen Gewichts besaß der T28 auf beiden Seiten jeweils zwei parallele Gleisketten. Die äußeren beiden konnten für den Transport mit dem Zug oder auf befestigten Straßen abgenommen und zusammengefügt werden, um sie separat zu transportieren. Die Doppelkettenkonstruktion war sehr störanfällig. Die äußere Kette neigte dazu, auszubrechen und sich abzurollen, in besonderem Maße in schwerem Gelände. Bei Reparaturen nur der inneren Kette mussten alle Kettenteile einer Seite abgerollt werden.
Das 105-mm-Geschütz T5E1 wurde an der Frontseite von einer kugelförmigen Blende geschützt. Es konnte 10° nach beiden Seiten und von −5° bis +19,5° nach unten und oben gerichtet werden. Ein 12,7-mm-Maschinengewehr war über der Kommandantenluke angebracht.

## Geschichte
Zum Ende des Krieges wurde in Großbritannien, Deutschland und den Vereinigten Staaten an überschweren Panzern mit einem Gewicht von über 100 Tonnen gearbeitet.
Haupteinsatzfeld des T28 sollte die Bekämpfung befestigter Stellungen sein, wobei er gegenüber gegnerischen Panzern weitgehend unverletzlich sein sollte. Auch wurde befürchtet, überschweren deutschen Panzern kein gleichwertiges Fahrzeug entgegenstellen zu können. Vor allem der Westwall mit seinen befestigten Stellungen sollte mit dem T28 überwunden werden. Im späteren Kriegsverlauf dachte man an einen Einsatz bei der Invasion der japanischen Hauptinseln.
Die Entscheidung zum Bau des überschweren Panzers erging 1943, die Arbeiten am T28 begannen im Frühjahr 1945 bei Pacific Car and Foundry.
Als T28 gebaut, wurde er 1945 in 105 mm Gun Motor Carriage T95 umbenannt und 1946 wiederum in T28 zurückbenannt. Die Erprobung wurde 1947 beendet.
Ursprünglich war der Bau von fünf Prototypen vorgesehen, denen 20 Serienfahrzeuge folgen sollten. Am Ende blieb es bei zwei Prototypen, die nie im Kampf eingesetzt wurden. Einer von diesen wurde bei einem Motorbrand während der Erprobung schwer beschädigt und danach verschrottet. Der zweite Prototyp wird heute im Patton Museum of Cavalry and Armor in Kentucky ausgestellt.
In allen seinen Eigenschaften war der T28 eine unausgereifte Entwicklung, die in ihrem eigentlichen Einsatzprofil nicht mehr gebraucht wurde. Die Entwicklung wurde folglich eingestellt, zumal sich mit dem M26 Pershing und dem M47 Patton bereits die Zukunft des Kampfpanzers abzeichnete.